# الحارس الشخصي لزوجة قاتل محترف
الحارس الشخصي لزوجة قاتل محترف (بالإنجليزية: The Hitman's Wife's Bodyguard) هو فيلم كوميدي أكشن أمريكي صدر عام 2021 من إخراج باتريك هيوز وبطولة رايان رينولدز،صامويل جاكسون،سلمى حايك،فرانك جريلو،ريتشارد جرانت،توم هوبر،أنتونيو بانديراس ومورغان فريمان.

## القصة
يستعد مايكل بريس للتقاعد من كونه حارسًا شخصيًا ويحاول تصفية ذهنه في إجازة حتى تتعقبه سونيا كينكيد وتطلب خدماته. حيث أنها بحاجة لمساعدته في استعادة زوجها داريوس، بعد أن اختطفه رجال العصابات. بعد إنقاذه، يتم القبض عليهم من قبل عميل الإنتربول بوبي أونيل، الذي يحتاج إلى مساعدتهم في تحديد مكان العقل المدبر للإرهاب المسمى أرسطو بابادوبولوس، الذي يريد تدمير شبكة الكهرباء والبنية التحتية الأوروبية لأن الاتحاد الأوروبي يخطط لفرض المزيد من العقوبات على اليونان.
يواجه الثلاثي المزيد من المشاكل، حيث يتحمل برايس الكثير من العبء المادي لمواجهاتهم. بعد الحصول على مساعدة من زوج والدته، برايس سينيور، يتم القبض على الثلاثي من قبل أتباع أرسطو. سونيا خدعته في السابق رغم أنه وقع في حبها بصدق. بعد قلبها ضد داريوس كينكيد، أجُبر هو وبريس على الفرار.
يتأقلم بريس وكينكيد ويعملان معًا لإنقاذ سونيا وإحباط مخططات أرسطو. بعد قتل أتباع أرسطو، يقومون بتعطيل خطته لاستخدام مثقاب كهربائي لاقتحام شبكة الطاقة الأوروبية. يقتل برايس سنيور بعد أن أخبره عن ولائه الأبدي وصداقته مع كينكيد، بينما قتل كينكيد وسونيا أرسطو. يتمكن برايس من تدمير السفينة وإيقاف التدريبات، ويتمكن الثلاثة من النجاة من الانفجار. يقول أونيل إنه يتعين عليهم البقاء على متن القارب لمدة 48 ساعة معًا قبل أن يتم السماح لهم بالهروب، ثم تسليم أوراق برايس للتوقيع عليها، والتي يعتقد أنها رخصة AAA الخاصة به. يوقع عليها برايس فقط ليكتشف أنها أوراق تبني له ليكون ابن سونيا وكينكيد.

## طاقم التمثيل
- ريان رينولدز في دور مايكل بريس.
- إيفور باجاريتش في دور مايكل بريس في الصغر.
- صامويل إل جاكسون في دور داريوس كينكيد.
- سلمى حايك بدور سونيا كنكيد، زوجة داريوس.
- فرانك جريلو بدور بوبي أونيل، يعمل مع الإنتربول.
- أنطونيو بانديراس في دور أرسطو بابادوبولوس.
- مورجان فريمان في دور مايكل بريس الأب.
- ريتشارد إي جرانت في دور السيد سيفرت.
- توم هوبر في دور ماجنوسون، الحارس الشخصي الذي عينه بابادوبولوس.
- كريستوفر كامياسو في دور زينتو، قاتل ياباني شهير يعمل من قبل بابادوبولوس.
- كارولين جودال في دور كراولي.
- أليس ماكميلان في دور أيلسو، مترجم كراولي الإسكتلندي ومساعد أونيل.
- غابرييلا رايت بدور فيرونيكا.
- دراجان ميتشانوفيتش في دور فلاد.
- ريبيكا فرونت في دور معالج مايكل.
- بليك ريتسون في دور غونتر.
- ميلتوس ييروليمو في دور كارلو

## روابط خارجية
- الموقع الرسمي
- الحارس الشخصي لزوجة قاتل محترف على موقع IMDb (الإنجليزية)
- الحارس الشخصي لزوجة قاتل محترف على موقع ميتاكريتيك (الإنجليزية)
- الحارس الشخصي لزوجة قاتل محترف على موقع روتن توميتوز (الإنجليزية)
- الحارس الشخصي لزوجة قاتل محترف على موقع ألو سيني (الفرنسية)
- الحارس الشخصي لزوجة قاتل محترف على موقع فيلمافينيتي (الإسبانية)
- الحارس الشخصي لزوجة قاتل محترف على موقع قاعدة بيانات الأفلام السويدية (السويدية)
- الحارس الشخصي لزوجة قاتل محترف على موقع قاعدة بيانات الفيلم (الإنجليزية)
- الحارس الشخصي لزوجة قاتل محترف على موقع ليتربوكسد (الإنجليزية)
- الحارس الشخصي لزوجة قاتل محترف على موقع كينوبويسك (الروسية)